# Mathurin Giraud
Mathurin Giraud, seigneur de La Bigeotière, fut maire de Nantes de 1665 à 1666.

## Biographie
Mathurin Giraud est le fils de Roland Giraud, sieur de La Cassemichère, marchand de draps de soie, échevin de Nantes, et d'Ysabeau Ollivier. Marié avec Gillette Nepvouët, fille d'Honoré Nepvouët, sieur de La Breille et des Petites Rivières, notaire du duché de Retz à Machecoul, membre de la confrérie du Saint-Esprit à Machecoul, et de Marie Potier.
Il est conseiller du roi au siège présidial de Nantes.